# リドル

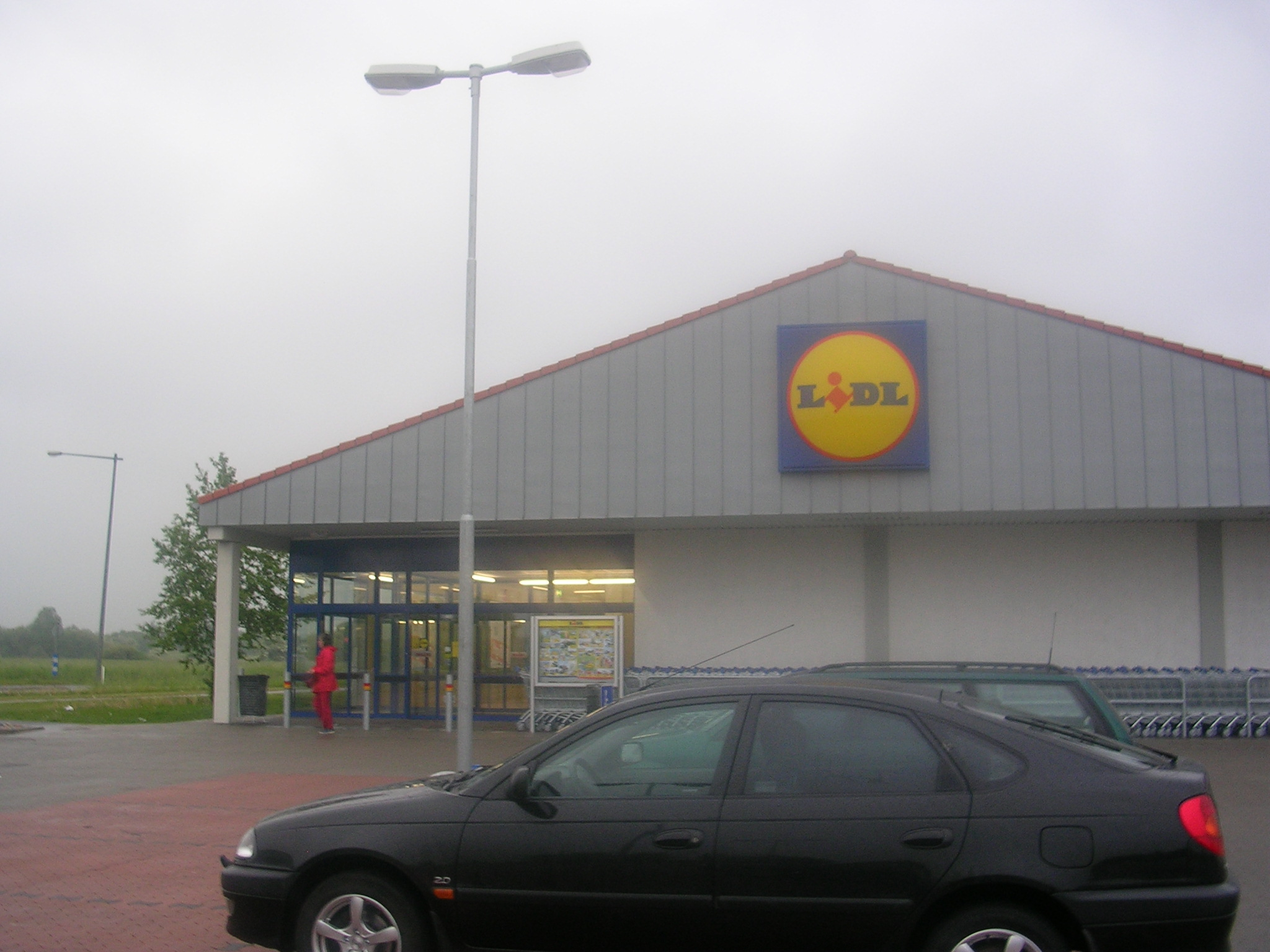
スウェーデンのリドル

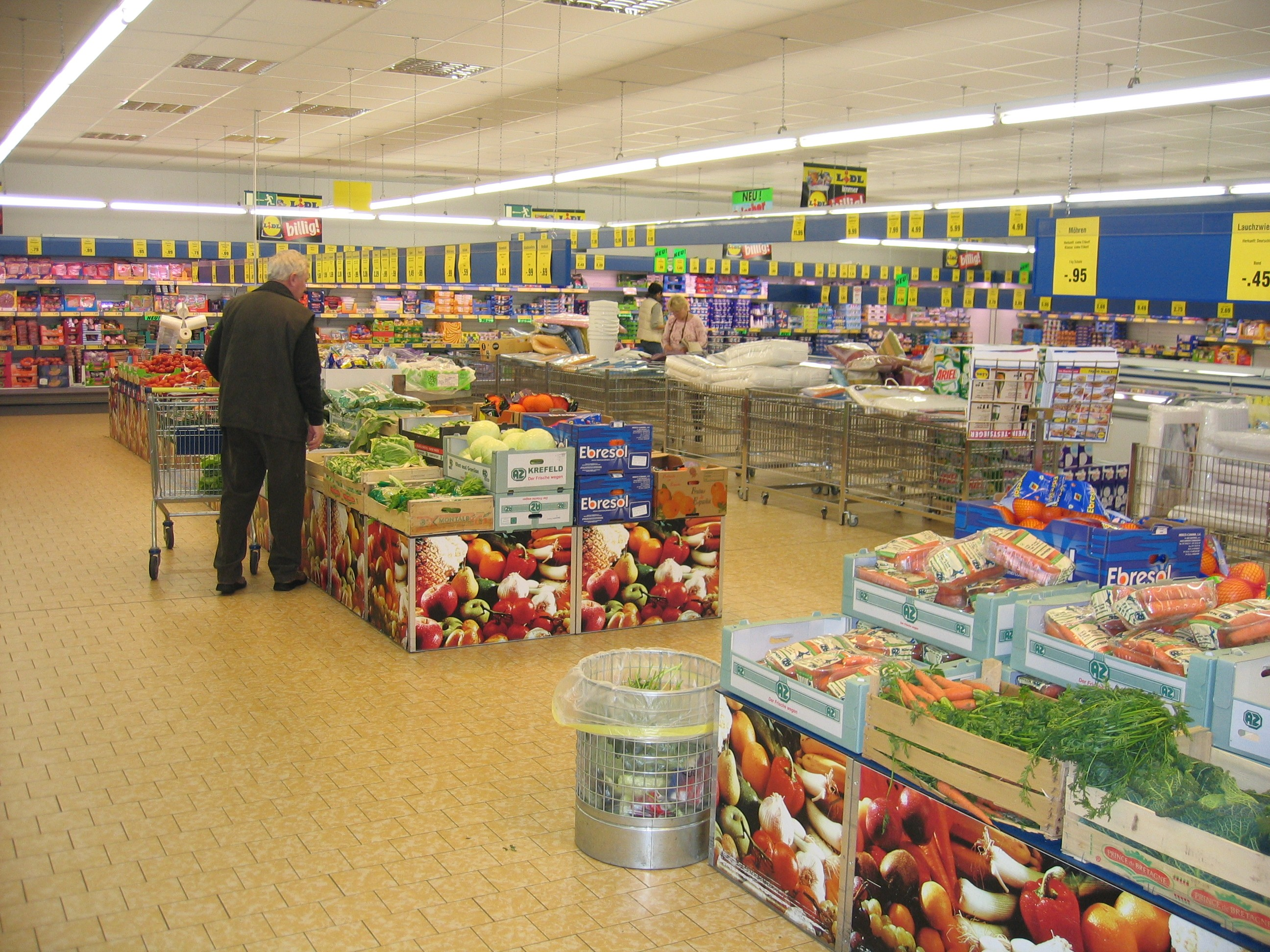
典型的なリドルの内装

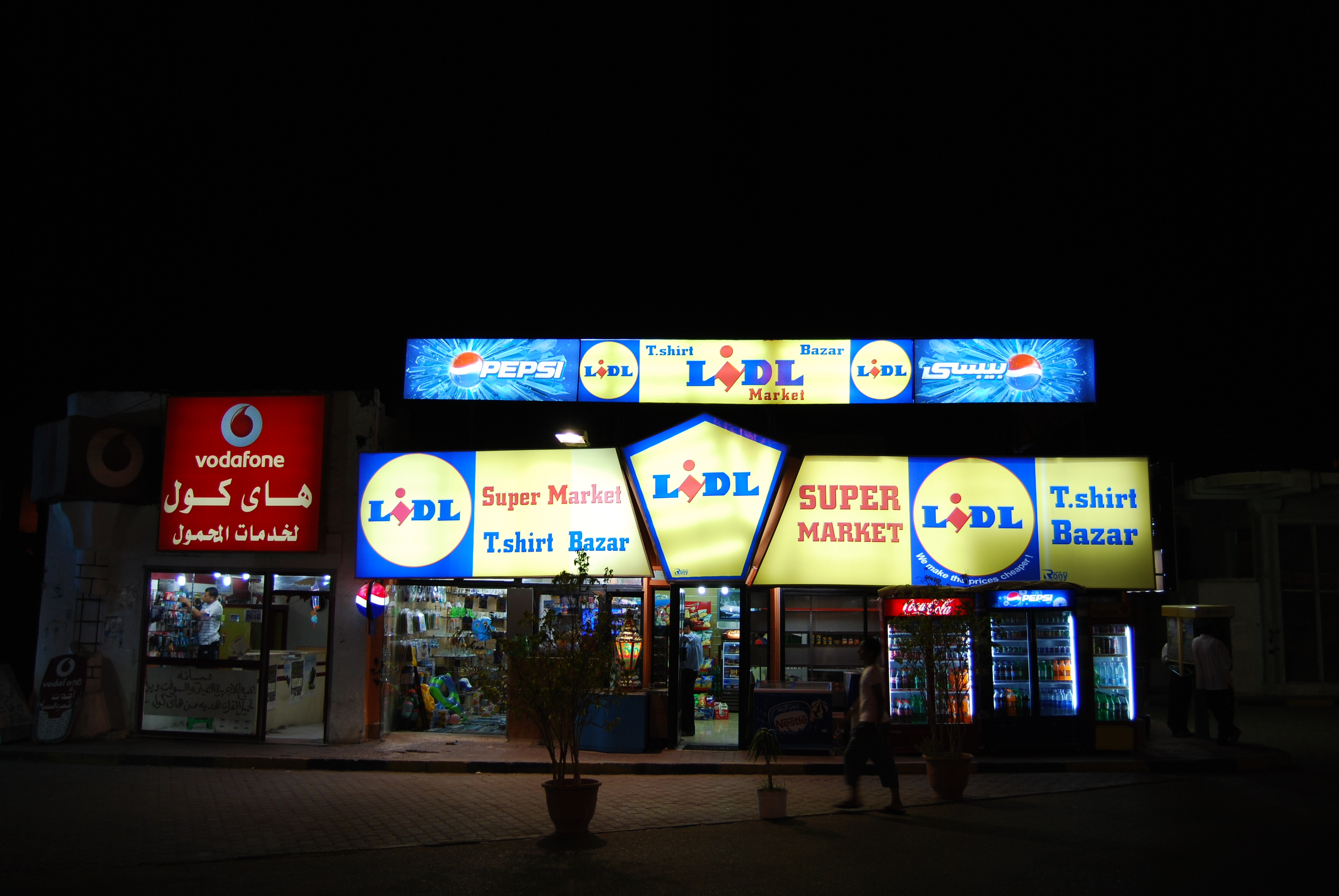
エジプトにあるリドルの模倣店

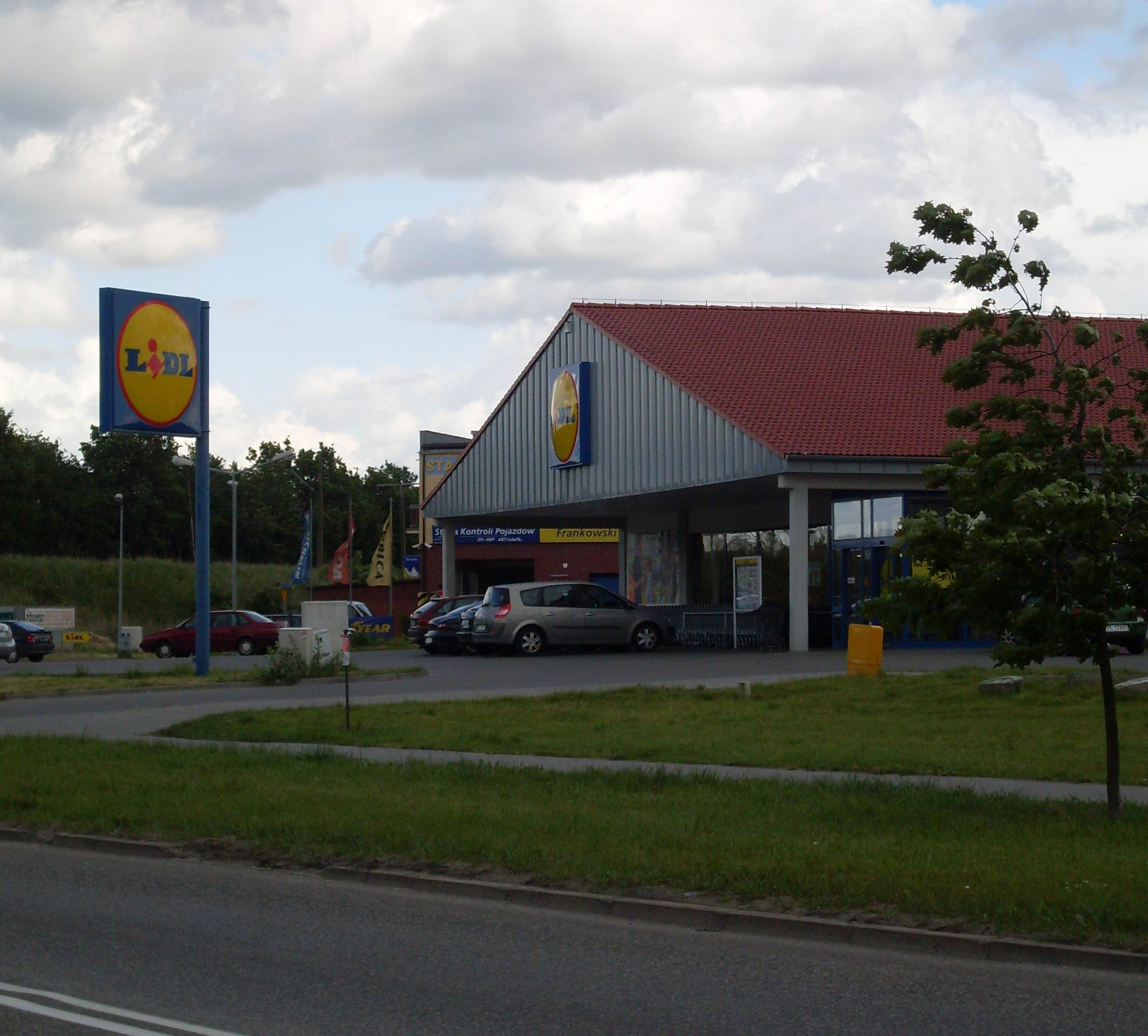
ポーランドのリドル

リドルが展開するヨーロッパの国

リドル (Lidl) は、世界中に約8000店舗を展開するドイツのディスカウントスーパーマーケットのチェーンである。正式な名前はLidl Stiftung & Co. KG.という。HandelshofやKaufland等のチェーンも持つ持ち株会社Schwarzの傘下にある。同様の業態であるAldiの主要な競争相手である。
1930年代にシュワルツ家によってSchwarz Lebensmittel-Sortimentsgroshandlungという店名で創業された。現在の店名で1号店がオープンした1973年から現在までの間で、ヨーロッパの20カ国以上に展開している。
1930年、ヨセフ・シュワルツは果物卸売販売業者Sudfruchte Groshandel Lidl & Co.の共同経営者となり、総合食料の卸売販売業者に育て上げた。1977年、息子のディーター・シュワルツの下でシュワルツグループはディスカウントマーケット、大規模スーパーマーケット、現金卸売販売マーケットに注力し始めた。リドルの1号店は1973年にAldiのコンセプトをまねてオープンした。1977年までには、リドルのチェーンは33店のディスカウントストアからなっていた。
Silvercrestのブランドには、リドルの他に人工衛星や地上デジタルテレビ放送等の電子機器を製造する部門等がある。

## 店舗のレイアウト
ほとんどのリドルの店舗は基本的に同じレイアウトを持っている。ブリキ缶の炭酸飲料を最初の通路に置き、アルコール飲料を最後の通路に置いている。チルド品は店の背面の壁に沿って並べられ、サンドウィッチ、パスタサラダ、果物等の総菜は、チルド品の入り口のところに陳列されている。古い店には棚の間の隙間が狭く、買い物をする人は人の流れに沿って移動する他ない。果物や野菜は通常店の最初の通路にあり、次にパンやケーキが並ぶ。

## その他のサービス
2009年10月末、リドルのイギリス支社はDVDのレンタルサービスである'Lidl Movies'を開始した。オンラインDVDレンタルでイギリス最安値であったTesco DVD rentalを下回る価格で実施した。
このサービスはOutNow DVD rentalの協力を得て進められているが、この会社は以前は顧客サービスが貧弱なことで批判を受けていた。

## 従業員の扱いについての批判
ドイツやその他の国の労働組合は繰り返し、就業時間や酷使に関するEU指令に違反したリドルの従業員に対する不利な取り扱いを批判している。Black Book on the Schwarz Retail Companyという本がドイツで発行されており、現在では英語版も入手できる。タイムズは、リドルのマネージャーは会社に就職する際にEU指令から逸脱することを承認させられ、過剰な時間の労働を強いられていると報じている。ガーディアンやタイムズは、リドルは全従業員、特に女性や時間雇用の従業員に対してカメラを使ったスパイを行っており、個人の行動に関する膨大な文書を作っていると報じている。イタリアでは2003年にサヴォーナの裁判所が、リドルが反労働組合活動を行っていると認め、現地法で有罪としている。イギリスやアイルランドでも、従業員が労働組合に入るのを認めていないとして批判されている。
2008年3月、ドイツのニュース誌Sternは巻頭で、親友や私的な問題にまで及ぶリドルの従業員の組織的な監視について報じた。
その他のリドルによる従業員に対しての不当な扱いについては、元従業員の作成したウェブサイトにまとめられている。

## 各国のリドル

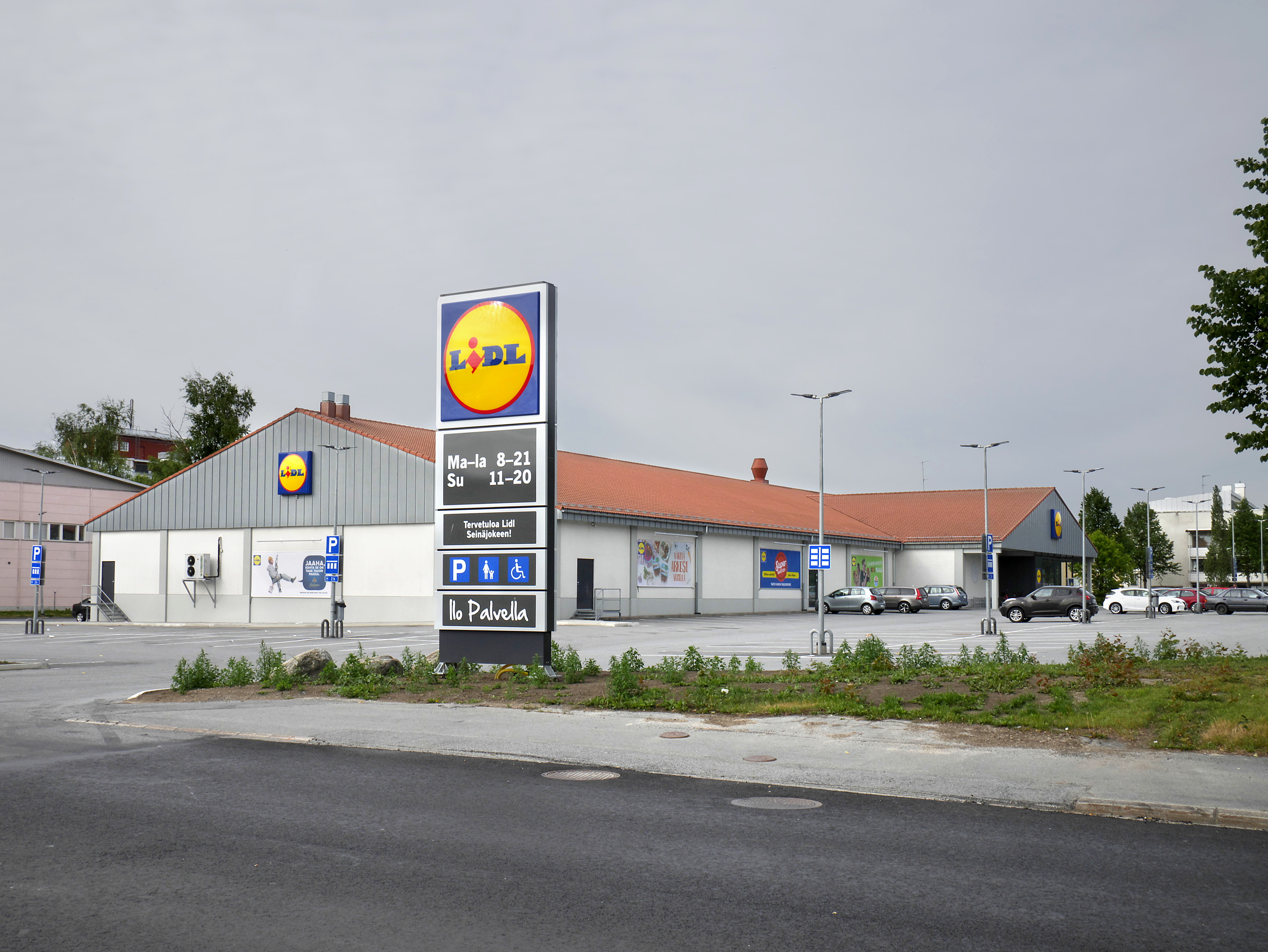
フィンランド、セイナヨキのリドル

### 現在
| 国             | 店の数                                    |
| -------------- | ----------------------------------------- |
| オーストリア   | 180                                       |
| ベルギー       | ~300                                      |
| ブルガリア     | ~23 - もうすぐ (計画 180)                 |
| クロアチア     | 60                                        |
| チェコ         | 216                                       |
| キプロス       | 18                                        |
| デンマーク     | 77                                        |
| エストニア     | 8                                         |
| フィンランド   | 130                                       |
| フランス       | 1575                                      |
| ドイツ         | 3226                                      |
| ギリシャ       | 200                                       |
| ハンガリー     | 116                                       |
| イタリア       | 700                                       |
| アイルランド   | 106                                       |
| ラトビア       | 18                                        |
| リトアニア     | 64                                        |
| ルクセンブルク | 11                                        |
| マルタ         | 12 (5 既開店 7 2010年までに開店)          |
| オランダ       | 400                                       |
| ノルウェー     | Reitan Groupに売却され、REMA 1000ブランド |
| ポーランド     | 525                                       |
| ポルトガル     | 210                                       |
| ルーマニア     | ~100 - もうすぐ                           |
| セルビア       | 61                                        |
| スロバキア     | 30                                        |
| スロベニア     | 50                                        |
| スペイン       | 500                                       |
| スウェーデン   | 151                                       |
| スイス         | 50                                        |
| イギリス       | 900                                       |
| アメリカ       | 173                                       |

### 計画中
| 国                       | 開店      | 備考 |
| ------------------------ | --------- | ---- |
| ボスニア・ヘルツェゴビナ | 2023      |      |
| カナダ                   | TBA       |      |
| ウクライナ               | 2023/2024 |      |
| 北マケドニア共和国       | 2024      |      |

## ライバル
| 店名                                       | 店数   | 国                                                                               |
| ------------------------------------------ | ------ | -------------------------------------------------------------------------------- |
| Aldi                                       | 8,210  | ヨーロッパ, アメリカ合衆国, オーストラリア                                       |
| Netto                                      | 1,000  | ヨーロッパ                                                                       |
| Biedronka                                  | 1,500  | ポーランド                                                                       |
| Netto Marken-Discount                      | 4,000  | ドイツ                                                                           |
| Penny Market                               | 5,000  | オーストリア, ブルガリア, チェコ共和国, ドイツ, ハンガリー, ルーマニア, イタリア |
| Norma                                      | >1,300 | ドイツ, オーストリア, フランス, チェコ共和国                                     |
| Dia, in Portugal Minipreço, in France Ed's | 2,566  | スペイン, ポルトガル, ギリシア, トルコ, アルゼンチン, ブラジル, フランス         |
| Hofer (Aldi), Eurospin                     |        | スロベニア                                                                       |
| Denner                                     |        | スイス                                                                           |
| Maxima                                     | 430    | リトアニア, ラトビア, エストニア, ブルガリア                                     |
| Farmfoods                                  | 300    | イギリス                                                                         |